# كاربينيتو سينيلو
كاربينيتو سينيلو (بالإيطالية: Carpineto Sinello)‏ هي بلدية في مقاطعة كييتي في إقليم أبروتسو الإيطالي.

## السكان
في سنة 1861 بلغ عدد السكان 1٬501 نسمة، وتطور العدد ليصل في سنة 2011 لـ 666 نسمة.
يظهر هذا المخطط البياني تطور النمو السكاني لـ كاربينيتو سينيلو